# Mateus Lopes
Mateus Henrique Fonseca Lopes (São Vicente, 7 dicembre 1975) è un ex calciatore capoverdiano, di ruolo attaccante.

## Carriera

### Club
Tra il 1994 e il 2005 ha giocato in Portogallo vestendo le maglie di Gafanha, Oliveirense, Vizela, Felgueiras, di nuovo Ovarense, poi Marco, Chaves e Portimonense.
Nel 2005 è emigrato in Svezia, giocando per l'Assyriska. L'anno successivo andò in Angola per giocare con il Petro Atlético.
Tra il 2006 e il 2009 è tornato in Portogallo, giocando prima per il Santa Clara, poi per il Beira-Mar, infine col Rio Ave.
Tra il 2009 e il 2012 visse una lunga avventura a Cipro, giocando per Doxa Katōkopias, Frenaros FC 2000, Agia Napa, Ethnikos Assia e Omonia Aradippou.
Nel 2013 ci fu il definitivo ritorno in patria, col Farense. Successivamente giocò ancora per Quarteirense,  Alcanenense, Almancilense, Paredes, Maia e União Nogueirense, con cui nel 2019 pose fine alla sua carriera.

### Nazionale
Tra il 2002 e il 2008 giocò nove incontri con la nazionale capoverdiana, di cui sei validi per le qualificazioni ai mondiali.